# Obscurant
Obscurant ist eine finnische Death-Metal-Band aus Jyväskylä, die im Jahr 2000 gegründet wurde.

## Geschichte
Die Band wurde ursprünglich gegen Ende des Jahres 2000 als Soloprojekt von Gitarrist und Sänger Mynni Luukkainen gegründet. Kurze Zeit später kamen jedoch noch weitere Mitglieder zur Band, die die Besetzung vervollständigten. Im Herbst 2001 erreichte die Band einen Vertrag mit Woodcut Records und begann mit den Arbeiten zum Debütalbum. Die Aufnahmen dazu fanden im Sundi-Coop Studio im März und April 2002 statt. Das Aufnehmen und Abmischen der Lieder dauerte insgesamt zwei Wochen. Das Album Lifeform: Dead erschien noch im selben Jahr.
Gegen Ende 2003 verließ Honkonen die Band, sodass Luukkainen für das zweite Album den Bass übernahm. Die Aufnahmen dazu fanden im August 2004 statt. Nach zweieinhalb Wochen wurde das Album First Degree Suicide fertiggestellt. Im Winter 2005 kam Viljanen als Bassist zur Band. Nachdem das Album veröffentlicht worden war, folgten Auftritte in ganz Finnland. Im Sommer 2006 verließen Järvinen und Kaakkolahti die Band. Ein paar Monate später kam Rautio als neuer Gitarrist zur Besetzung. Als neuer Schlagzeuger kam im Frühling 2007 Pakkanen hinzu.

## Stil
Die Band spielt eine Mischung aus Doom- und Death-Metal, wobei die Musik mit den Werken von Rapture verglichen wird.

## Diskografie
- 2002: Lifeform: Dead (Album, Woodcut Records)
- 2005: First Degree Suicide (Album, Woodcut Records)